# 卢瓦河畔克雷
卢瓦河畔克雷（法語：Cré-sur-Loir，法語發音：[kʁe syʁ lwaʁ]），2014年之前名为克雷（Cré），是法国萨尔特省的一个旧市镇，属于拉弗莱什区。2017年，卢瓦河畔克雷与市镇卢瓦河畔巴祖日合并为新市镇卢瓦河畔巴祖日克雷。

## 地理
卢瓦河畔克雷（47°40'37"N, 0°9'32"W）面积17.19 平方千米，位于法国卢瓦尔河地区大区萨尔特省，该省份为法国西北部内陆省份，北起顺时针与奥恩省、厄尔-卢瓦省、卢瓦-谢尔省、安德尔-卢瓦尔省、曼恩-卢瓦尔省和马耶讷省接壤，是法国大西部的入口，连接卢瓦尔河谷、布列塔尼和巴黎盆地。
与卢瓦河畔克雷接壤的市镇（或旧市镇、城区）包括：卢瓦河畔巴祖日、富日雷、圣康坦莱博尔派尔、拉弗莱什。
卢瓦河畔克雷的时区为UTC+01:00、UTC+02:00（夏令时）。

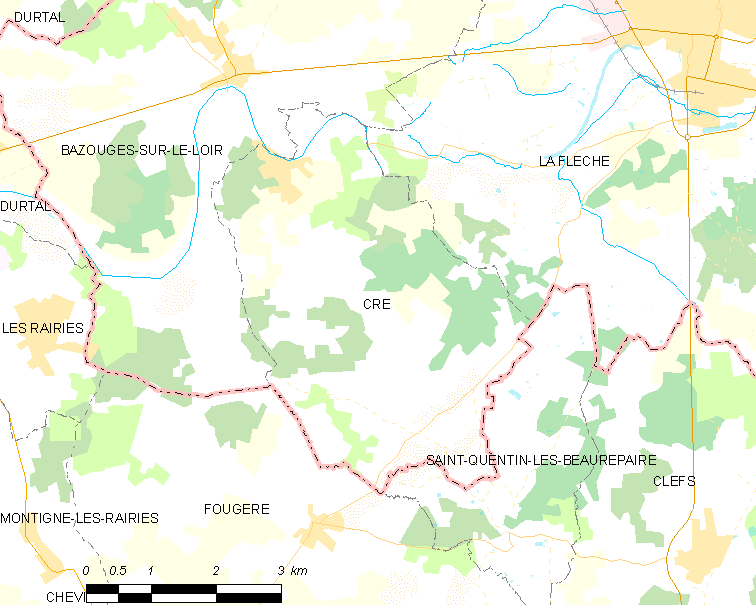
卢瓦河畔克雷的OSM定位图

## 行政
卢瓦河畔克雷的邮政编码为72200，INSEE市镇编码为72108。

## 政治
卢瓦河畔克雷所属的省级选区为拉弗莱什县。

## 人口

1962-2008年间卢瓦河畔克雷人口变化图示

卢瓦河畔克雷于2018年1月1日时的人口数量为789人。